# 6e régiment du génie
Vous pouvez aider à l'améliorer ou bien discuter des problèmes sur sa page de discussion.
- Son contenu est peut-être sujet à caution et doit absolument être sourcé. Si vous connaissez le sujet traité ici, vous pouvez le retravailler à partir de sources pertinentes en utilisant notamment les notes de bas de page. (Marqué depuis novembre 2023)
- Il contient une ou plusieurs listes. Le texte gagnerait à être rédigé sous la forme d’un ou plusieurs paragraphes synthétiques, afin d’être plus agréable à lire. (Marqué depuis novembre 2023)
- Son ton est trop lyrique ou dithyrambique. Le texte doit adopter un ton neutre et encyclopédique (aide). (Marqué depuis novembre 2023)
- Il cherche trop à mettre son sujet en valeur en recourant immodérément au name dropping. Modifiez l'article pour lui faire adopter un ton neutre. (Marqué depuis novembre 2023)
- La pertinence de son contenu est remise en cause. Considérez-le avec précaution. (Marqué depuis novembre 2023)
- Sa rédaction n'est pas équilibrée, et donne à certains aspects ou points de vue une importance disproportionnée. Considérez son contenu avec précaution. Pour lancer la procédure de résolution du problème, utilisez le paramètre neutralité. (Marqué depuis novembre 2023)
- Il devrait être synthétisé. Vous pouvez modifier son contenu afin de le rendre plus concis et/ou plus précis. (Marqué depuis novembre 2023)

- Archive Wikiwix
- Bing
- Cairn
- DuckDuckGo
- E. Universalis
- Gallica
- Google
- G. Books
- G. News
- G. Scholar
- Persée
- Qwant
- (zh) Baidu
- (ru) Yandex
- (wd) trouver des œuvres sur Wikidata

Le 6e régiment du génie (ou 6e RG) est un régiment du génie militaire de l'armée française constitué sous la IIIe République et basé à Angers (Maine-et-Loire).

## Histoire

### 6erégimentdu génie
En 1894 est créé le 6e régiment du génie, le 1er octobre à Angers.
En 1993, le 6e régiment du génie devient le régiment de génie de la 9e DIMa. La 9e DIMa est renommée en 9e brigade d'infanterie de marine en 1998.

### 59ecompagniedu génie
La 59e compagnie du génie était une compagnie militaire française spécialisée dans le génie militaire. Fondée en 1977 à Angers, elle fait alors partie de la 9e division d'infanterie de marine. Sa création marque le début des sapeurs de marine. Stationnée au quartier Berthezène et intégrée à l'École d'application du génie, la compagnie devient un élément important de la 9e DIMa[réf. nécessaire].
La professionnalisation (effectif composé uniquement de militaires engagés) se fait en 1982 et 1983. Elle prend part à une première mission en 1982-83 à la Force intérimaire des Nations unies au Liban avec une compagnie du 17e régiment du génie parachutiste. La dernière mission réalisée par la 59e compagnie du génie fut appelée « Diodon V » (1984) au sein de la Force multinationale de sécurité à Beyrouth.
En 1984 la 59e compagnie compagnie est transférée à la caserne Verneau du 6e régiment du génie : elle prend alors l'appellation de 141e compagnie du génie. 
Le 6e régiment du génie n’a pas de filiation reconnue par le Ministre des armées avec la 59e compagnie, il n’a donc pas de lien avec les Troupes de Marine.

## Organisation et composition actuelle
Le 6e régiment du génie est installé dans les bâtiments du quartier Éblé du nom du général dont les hommes périrent en construisant les ponts sur la Bérézina.

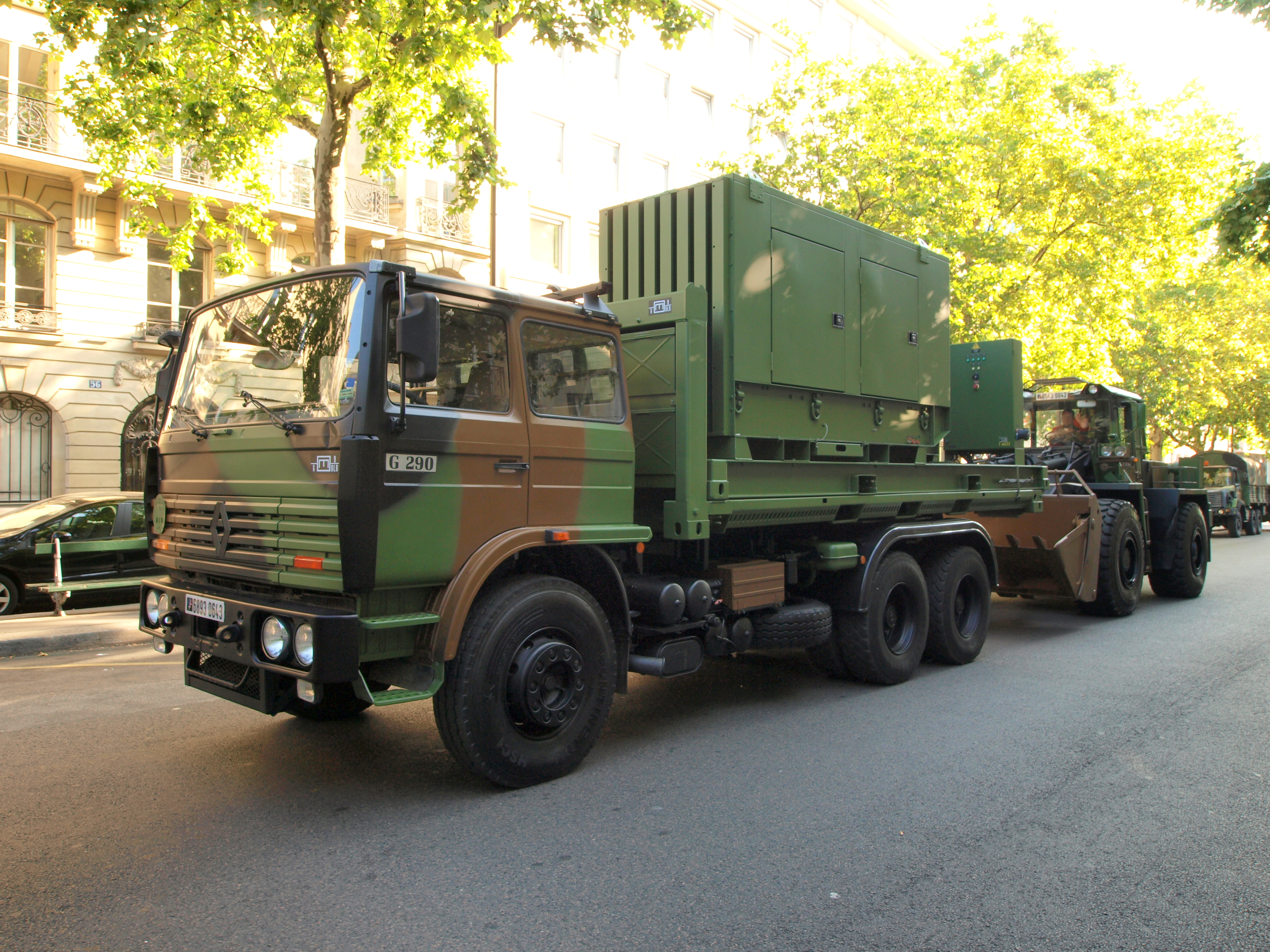
Véhicule de transport logistique Renault et bulldozer du 6e RG en 2010

En 2022 le régiment est composé de  :
- 1 compagnie de commandement et de logistique (CCL)[2]
- 4 compagnies de combat du génie (CCG)[3]
- 1 compagnie d'appui (engins spécialisés d'organisation du terrain et d'aide au déploiement)[4]
- 1 compagnie d'appui amphibie et de franchissement[5]
- 2 compagnie d'intervention de réserve (dont une qui provient du 22e BIMa et qui est installée sur le bassin nantais)
- 1 compagnie de franchissement de réserve (CFR) spécialisé en Pont flottant motorisé (PFM)[6]

Les matériels en dotation dans le régiment sont 
- Véhicules et engins du génie : VAB, tractopelles, bulldozers, EFA, moyens d'aide à la traficabilité des sols (MATS)[7], engins de création d'obstacles, groupes électrogènes, bulldozers dérouleurs de tapis de plage et appareils de traitement de l'eau
- Transport et logistique : T4, P4, TRM 2000, TRM 10000, TC, camions-citernes, ambulances

## Chefs de corps

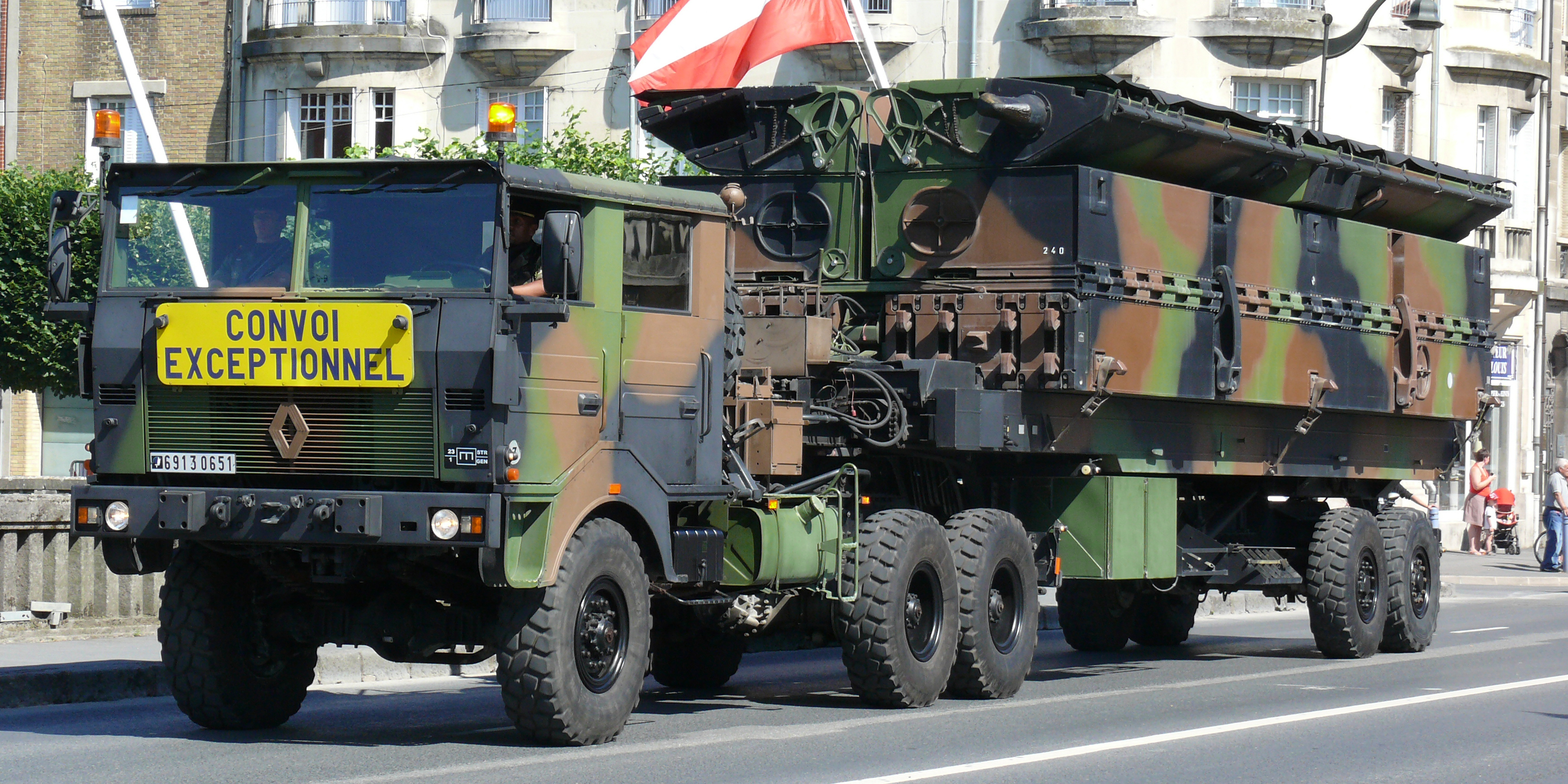
Pont flottant motorisé (PFM - Motorized floating bridge)

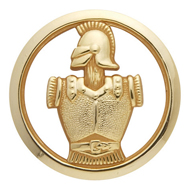
Insigne de béret du génie

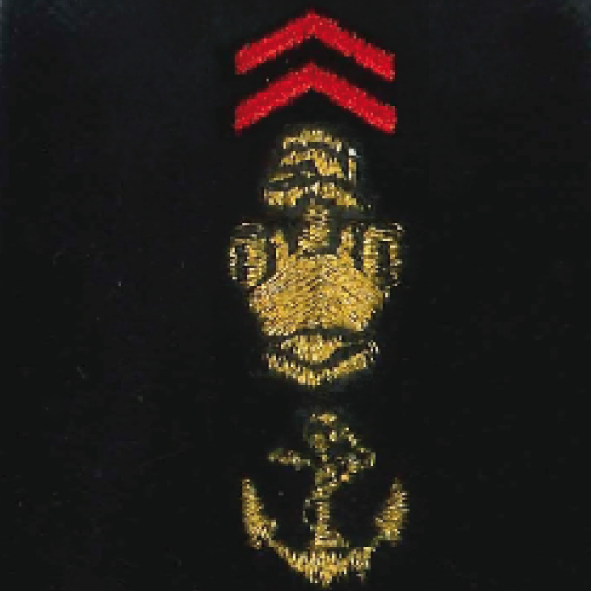
Attribut de fourreau d'épaule du 6e régiment du génie

- 1894-1897 : Colonel Jean Baptiste Jules Dalstein[8] (***)
- 1897-1899 : Colonel Pierre Léon Gillet[9] (**)
- 1899-1902 : Colonel Lucien Emile Mortagne[10] (**)
- 1902-1904 : Colonel Paul Joseph Mague[11] (**)
- 1904-1905 : Colonel Charles Franck Edwin Petitbon[12] (**)
- 1905-1908 : Colonel Godeffroy Claude Bernard Bourdeaux[13] (**)
- 1908-1911 : Colonel Henri Marie Camille Edouard Alby [14](****) a succédé au général Foch comme major général de l'Armée, à l'intérieur, du 15 octobre 1917 au 28 décembre 1918
- 06/01/1911-15/12/1912 : Colonel Jean Frédéric Lucien Piarron de Montdésir[15] (***)
- 25/12/1912-31/07/1914 :  Colonel Henri Bernard (**)

### Entre-deux-guerres
- 1919-1920 : Lieutenant-colonel Gaston Marie Leroux[16] (***)
- 1920-1922 : Colonel Thomas
- 1922-1924 : Colonel Gaston Marie Leroux (***)
- 1924-1926 : Colonel Louis Marie Joseph Albert Letourneur[17]
- 1926-1928 : Colonel Tricaud propose en 1927 un plan de Fort "palmé" à la Commission de défense des Frontières[18].
- 1928-1930 : Colonel Camille Gourandy[19] (***)
- 1930-1932 : Colonel Joseph Marie Désiré Alleau[20] (***)
- 1932-1934 : Colonel Paul Ernest Dumont Fillon (***)
- 1934-1936 : Colonel Georges Joseph Froment (**)
- 1936-1938 : Colonel Tournoux
- 1938-1939 : Colonel Louis Carrier (**)

### Seconde Guerre mondiale
- 1939-1940 : Lieutenant-colonel Henri Louis Joseph Robert a commandé le dépôt de guerre du génie n° 6
- 1940-1941 : Lieutenant-colonel Bastide a commandé le 6e bataillon du génie (armée d'armistice) au Blanc dans l'Indre
- 1941-1942 : Lieutenant-colonel Clément Jean Joseph Malhomme (**) a commandé le 6e bataillon du génie (armée d'armistice) au Blanc dans l'Indre

### De la Libération à nos jours
- 1945-1946 : Lieutenant-colonel Guy a reçu le drapeau du 6e génie des mains du général de Gaulle lors d'une cérémonie place de la Concorde à Paris le 2 avril 1946
- 1946-1950 : Colonel Clément Jean Joseph Malhomme (**) a commandé 5 ans le 6e génie (1 an au Blanc et 4 ans à Angers)
- 1950-1952 : Colonel Besson
- 1952-1953 : Colonel Muttin
- 1953-1956 : Colonel Colin
- 1956-1957 : Colonel Bonnamy
- 1957-1959 : Colonel Léonce Julien Cathala (****)
- 1959-1961 : Colonel Georges Robert Guilleret (**)
- 1961-1963 : Colonel Alexandre Tricot
- 1963-1964 : Colonel Siquier
- 1964-1965 : Colonel Leconte
- 1965-1967 : Colonel de Bouteiller
- 1967-1969 : Colonel Edgar Emile Ledermann (**)
- 1969-1971 : Colonel Lartigue
- 1971-1973 : Colonel Pierre Eugène Georges (**)
- 1973-1975 : Colonel Pierre Edouard Tretjak (**)
- 1975-1977 : Colonel Munier
- 1977-1979 : Colonel Jean Jacques Pierre Teil (***)
- 1979-1981 : Colonel François Bresson (****), ancien directeur de l’IHEDN, conseiller-maître à la Cour des Comptes (er)
- 1981-1983 : Colonel Jean Kervizic (**)
- 1983-1985 : Colonel Guy Lalier
- 1985-1987 : Colonel Bernard Marie Laguerie, ancien sous-directeur du Ministère de la Défense
- 1987-1990 : Colonel Robert Leduc
- 1990-1992 : Colonel Robert Louis Charvoz (***)
- 1992-1994 : Colonel Pierre Marie Charles Maral (***)
- 1994-1997 : Colonel Jean-Loup Chinouilh (****)
- 1997-1999 : Colonel Jean-François Gros (**)
- 1999-2001 : Colonel Daniel Daehn (***)
- 2001-2003 : Colonel Christophe de Gouttes (****)
- 2003-2005 : Colonel Patrick Alabergere (****)
- 2005-2007 : Colonel Guillaume de Jerphanion
- 2007-2009 : Colonel Patrice Quevilly (*****)
- 2009-2011 : Colonel Marc Glinec
- 2011-2013 : Colonel Jean-Philippe Crach (****)
- 2013-2015 : Colonel Christophe Combi
- 2015-2017 : Colonel Pierre-Éric Guillot (**)
- 2017-2019 : Colonel Ludovic Ribierre
- 2019-2021 : Colonel Gaël Fontaine
- 2021-2023 : Colonel Louis-Édouard Geay[21]
- 2023-... : Colonel Benoît de Ligniville[22]

N. B. :
(**) général de brigade
(***) général de division
(****) général de corps d'armée
(*****) général d'armée.

## Historique des garnisons
Régiment de tradition de la ville d'Angers, il fait partie des très rares corps de troupe à être implanté depuis plus de 120 ans dans la même garnison. La seule interruption reste la période de l'Occupation durant laquelle le 6e bataillon du génie de l'armée d'armistice a stationné au Blanc, dans l'Indre (1940-1942).

### De 1894 à 1914
- 1894 : garnison à Angers
- 1895 : Campagnes coloniales à Madagascar
- 1900 : Chine

### Première Guerre mondiale

#### Campagnes
- 1914 : La Marne
- 1916 : Verdun
- 1917 : L'Aisne
- 1918 : Champagne

#### Compagnies du régiment durant la guerre
| - 9/1 : IIe armée 9e corps d'armée 17e DI - 9/3 : IIe armée 9e Corps d'Armée - 9/4 : IIe armée 9e Corps d'Armée - 9/13 : 59e Division d'infanterie - 9/16 : IIe armée 9e Corps d'Armée - 9/21 : IIe armée 9e Corps d'Armée 9/63 : 59e Division d'infanterie |  | - 10/1 : 10e corps d'armée 19e DI - 10/2 : 10e corps d'armée 20e DI - 10/13 : 11e corps d'armée 60e DI - 10/19 : 11e corps d'armée 60e DI - 10/24 : 11e corps d'armée 60e DI | - 11/1 : 11e corps d'armée 21e DI - 11/2 : 11e corps d'armée 22e DI - 12/1 : 12e corps d'armée 23e DI - 12/2 : 12e corps d'armée 24e DI - Sapeurs Cyclistes : 9e DC |

Durant la campagne de 1914-1918, ses compagnies sont citées à 72 reprises (dont 47 citations à l'ordre de l'armée). 15 compagnies  reçoivent le droit au port de la fourragère aux couleurs de la Croix de guerre 1914-1918

### Entre-deux-guerres

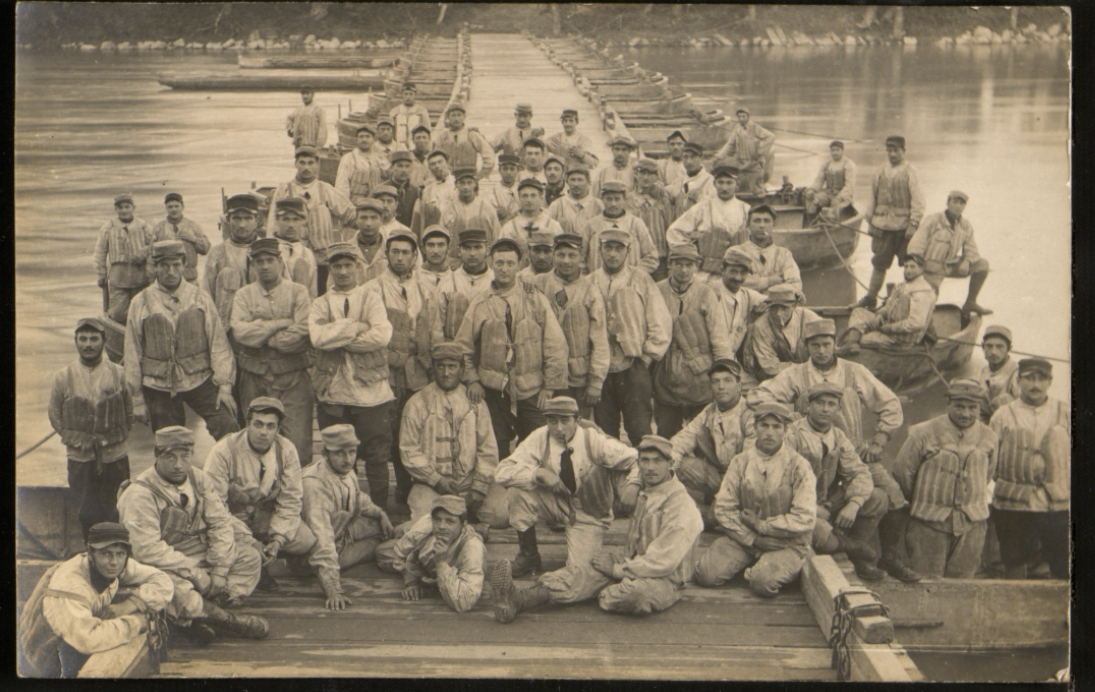
Sapeurs du 6e génie sur un pont de bateaux en Rhénanie, vers 1919-1920.

Entre les deux guerres mondiales, le 6e RG revint au quartier Éblé, mais s'étendit également au quartier Espagne sur la place Lafayette
- 1918-1939 : garnison à Angers
- 1925-1927 : Guerre du Rif

### Seconde Guerre mondiale
En juin 1940, le 6e régiment du génie a participé aux combats des cadets de Saumur . Missionné par le lieutenant-colonel Henri Robert, chef de corps du dépôt du 6e génie, le lieutenant Pierre Rousseau était chef de centre à Saumur et disposait, pour chaque pont, d'un officier avec une trentaine d'hommes : le lieutenant Édouard Martin sur le pont de Montsoreau, le lieutenant André Poupon sur le pont VR de Saumur, le sous-lieutenant Fraisier sur le pont VF de Saumur, le sous-lieutenant Claude Falck sur le pont de Gennes.
Au total, ce sont environ 120 hommes du dépôt de guerre du génie no 6 qui ont appuyé avec efficacité les combats des Cadets de Saumur. En 1990, à l'occasion du cinquantenaire des combats de la Loire, le lieutenant-colonel de Gislain de Bontin, du service historique de l'Armée de terre, a apprécié les actions des Sapeurs de la façon suivante :
"Un aspect, toutefois, était positif, grâce à l'action du Génie, les destructions avaient été prêtes à temps et devaient fonctionner sans incident au moment choisi."
En outre, le capitaine Pierre Schneider aurait été cité pour les combats de défense du pont de Port-Boulet.
À la mobilisation en septembre 1939, le 71e bataillon du génie est créé à Angers. L'encadrement d'active de cet unique régiment du génie de la 1re division d'infanterie coloniale (1re DIC) est issu du 6.
De là proviennent les liens de filiation entre le 71 et le 6 qui se sont notamment traduits, en 1997, par le transfert vers le 6e RG d'une compagnie complète consécutivement à la dissolution du 71.

### De 1945 à nos jours

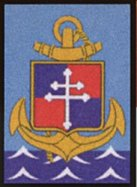
Insigne de la 9e brigade d'infanterie de marine.

Après la Seconde Guerre mondiale, le 6e Génie est le seul régiment d'Angers à retrouver la ville où il était stationné en 1939.
 Il occupe depuis 1947 une caserne construite de 1913 à 1920 sur la route d'Avrillé, la caserne Verneau, du nom du colonel Jean-Edouard Verneau, résistant français, général à titre posthume, décédé en déportation à Buchenwald en 1944. Cette caserne donne son nom au quartier des Capucins-Verneau.
- 1946-0000 : garnison à Angers
- 1945-1954 : N' a pas participé au Corps expéditionnaire durant la guerre d'Indochine (Source bulletin officiel des armées listant les formations ayant participé à cette campagne). En revanche comme toutes les autres unités de l' armée de terre certains de ses personnels y ont participé à titre individuel affectés à des formations du génie présentes en Indochine.
- 1977-1984 : 4e division blindée
- 1984-1993 : 3e corps d'armée
- depuis 1993 : 9e division d'infanterie de marine (9e DIMa), puis 9e brigade légère blindée de marine (9e BLBMa) pour redevenir 9e brigade d'infanterie de marine (9e BIMa)

- Interventions au Liban, en Guyane, en République centrafricaine, au Tchad, au Pakistan, au Koweït, en Somalie, au Rwanda, au Cambodge, au Congo, en Albanie, au Kosovo et en Bosnie-Herzégovine
- Début 2004, 500 sapeurs du 6e étaient déployés en Côte d'Ivoire (opération Licorne), Guyane, Afghanistan, Sénégal, golfe Persique, Martinique, Mayotte et Haïti
- Fin février 2006, une centaine de sapeurs sont partis pour aider la population de La Réunion
- En 2010, le "6" intègre 2 compagnies du 2e RG et une compagnie de réserve du 22e BIMa (unités dissoutes dans le cadre de la réforme des armées de 2008)
- En 2013, le "6" est engagé au Mali lors de l'"opération Serval"

## Batailles portées au drapeau du régiment
Il porte, cousues en lettres d'or dans ses plis, les inscriptions suivantes :
- Madagascar 1895
- La Marne 1914
- Verdun 1916
- L'Aisne 1917
- Champagne 1918

## Décorations

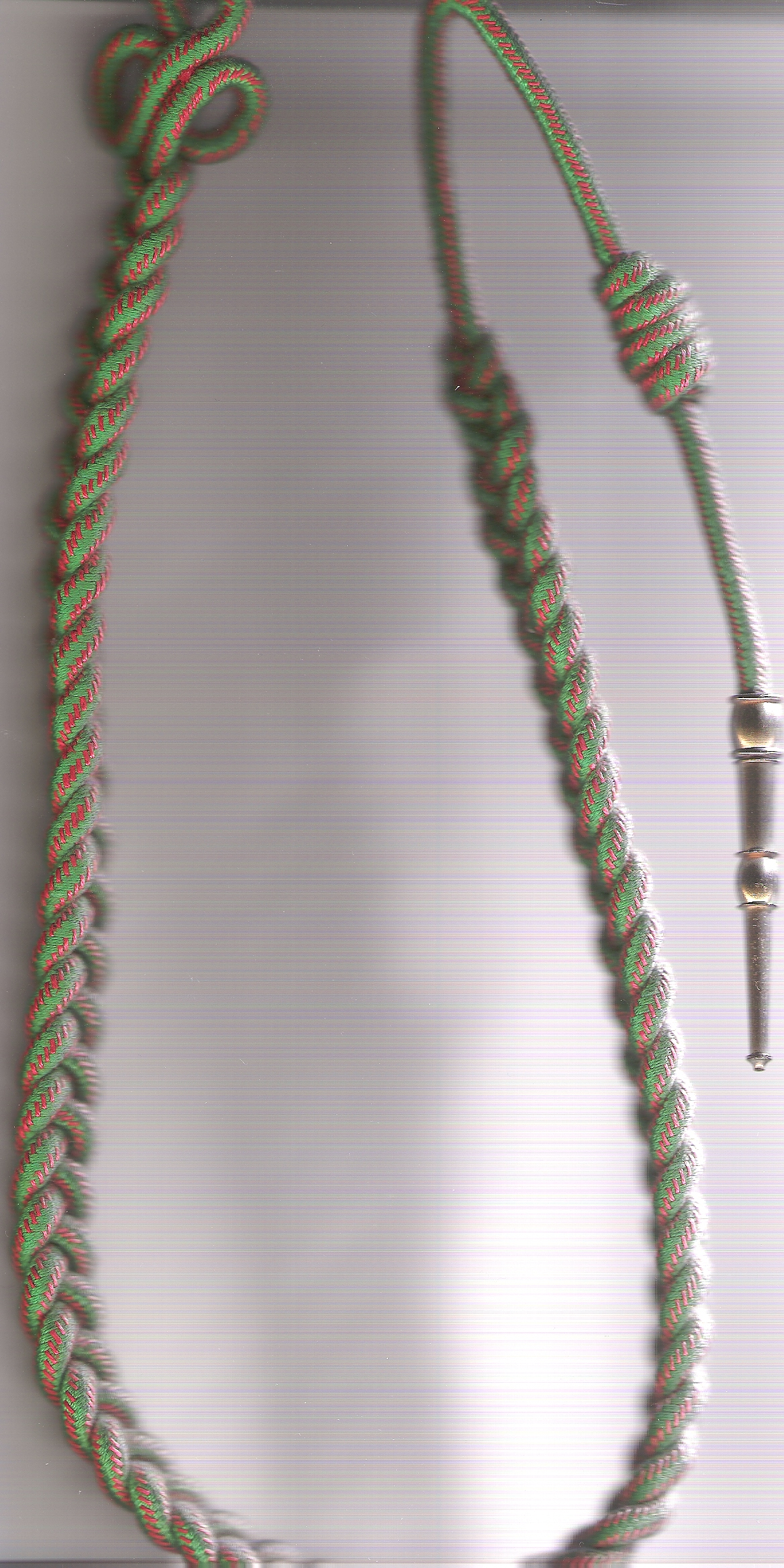
Fourragère aux couleurs du ruban de la Croix de guerre 1914-1918.

Quinze compagnies du 6e Génie ont obtenu, par leurs actes d'héroïsme au cours du premier conflit mondial (1914-1918), outre de nombreuses citations individuelles et collectives, deux citations à l'Ordre de l'Armée.
NB : Seule l'unité citée, en l'occurrence, la compagnie, a droit au port de ses décorations.
Héritières de leurs traditions, les compagnies actuelles ont obtenu le droit de porter la fourragère aux couleurs du ruban de la croix de guerre 1914-1918, gagnée par leurs aînés. Leurs fanions sont décorés de cette croix de guerre avec deux palmes.

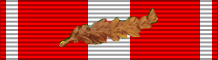

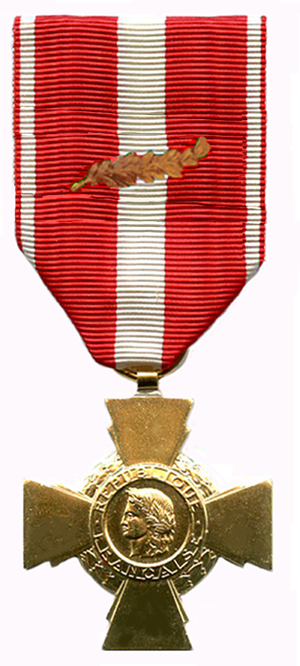
Croix de la Valeur Militaire avec 1 palme

Le 4 mai 2013, le drapeau du régiment est décoré de la Croix de la Valeur militaire avec palme pour son action en Afghanistan.

## Insigne du régiment
Dessiné et créé en 1939, l'insigne caractérise l'identité du corps.
Le casque ou « pot en tête »,associé à l'ancre des pontonniers, rappelle l'équipement des sapeurs dans les guerres de siège.
Les inscriptions : La Marne, Verdun et l'Aisne évoquent les trois grandes batailles de la Première Guerre mondiale où il s'illustra.
Le château et la cathédrale d'Angers symbolisent son appartenance à la ville.
Avec le numéro 6 en rouge le tout posé sur ancre.

## Devise
Pour rappeler le dévouement, la fidélité et l'ardeur au travail des sapeurs du 6, l'écrivain angevin Hervé Bazin a donné pour devise au régiment Je continuerai. Avant qu'Hervé Bazin ne donne au régiment sa devise, le régiment se ralliait à la célèbre devise du génie : Parfois détruire, souvent construire, toujours servir.

## Personnalités ayant servi au6eRG
- En juin 1940, pour appuyer les combats des Cadets de Saumur, les destructions des ponts sur la Loire ont été réalisées par des détachements du 6e génie aux ordres des lieutenants Pierre Rousseau (4e Cie du 2e bataillon), Edouard Martin, Poupon, Fraisier (5e Cie du 2e bataillon) et Falk (8e Cie)[28].
- Le général Henri Adeline, compagnon de la Libération, est un fantassin d'origine passé en 1922 à sa demande dans l'arme du génie. Outre ses affectations en état-major et en écoles, il servait au 6e génie à Angers lors de la déclaration de la guerre. Membre de l'Armée secrète (AS) et de l'organisation de la résistance de l'Armée (ORA), il prend en 1944-45 une part déterminante aux combats de réduction des poches de Royan et La Rochelle. Le général de Gaulle lui remet la croix de la Libération le 25 avril 1945 aux Mathes, près de Royan[29].
- Alfred Auduc, résistant au sein du réseau Hercule-Buckmaster (Le Mans) avec son épouse Renée, était cycliste au 6e génie en 1940. Le 2 novembre 1943, Renée et Alfred Auduc sont arrêtés par la Gestapo, matraqués, martyrisés, envoyés à Angers et condamnés à mort. Leur peine est commuée en prison à vie.
- Le général Pierre Cueff, grand croix de la Légion d'honneur, médaille de la Résistance avec rosette, déporté à Buchenwald et Ravensbrück, est une des grandes figures des conflits 1914-18 et 1939-45.
Ingénieur des arts et métiers, il est incorporé au 6e génie comme appelé en octobre 1912.
Première Guerre mondiale au 6e génie :
Affecté en 1914 avec les sapeurs cyclistes de la 9e division de cavalerie.
Commandant des compagnies 9/63 puis 9/13 en 1919.
Croix de guerre 1914-18 (6 citations).
Seconde Guerre mondiale :
Blessé en juin 1940, il obtient finalement trois citations pour la période 1939-40.
1940-42 : chef de corps du 1er bataillon du génie (armée armistice) à Bergerac. Parvient à camoufler des quantités importantes d’armes, de munitions et de matériels.
En août 1942, il est nommé commissaire régional à la libération des prisonniers de guerre à Rennes. En 1943, il organise la résistance et regroupe des officiers et des sous-officiers en vue d’une mobilisation clandestine. Dénoncé, il est arrêté le 10 août 1943, emprisonné à Rennes puis à Compiègne. Dès la fin du mois d’août, il est déporté au camp de Buchenwald. Le 31 août, il est transféré au camp de Füssen-Plansee d'où il sera libéré le 4 mai 1945 par les troupes alliées. Rapatrié en France, il est mis en congé et classé inapte au service à la suite des privations et sévices subis. En janvier 1946, il bénéficie de l’ordonnance relative au dégagement des cadres de l’armée.
Le 1er mars, il est promu général de brigade en deuxième section. Cité à l’ordre de l’armée pour son action résistante."[30].
- Le général de corps d'armée Robert Dromard, commandant le génie pendant la campagne d'Italie (1943-44), dont la devise "ouvrir la route" illustre aujourd'hui encore les missions du génie, fut lieutenant au 6e pendant la Première Guerre mondiale. Il y fut blessé en novembre 1914 en Belgique[30].
- Le sous-lieutenant Joseph Dubas, tué à l'ennemi le 26 février 1915 lors des combats de Roclincourt (62), a été parrain de promotion EOR de l'École d'Application du Génie.
- Ingénieur des arts et métiers habitant en Dordogne dans la région du château de Peyrelevade, le lieutenant Eugène Fournier a été mutilé de la face par l'explosion d'un obus dans la Meuse au cours des premiers jours de 1914. Marc Dugain, son petit-fils, s'est inspiré de son histoire pour écrire la Chambre des officiers. Après avoir passé près de 5 ans dans une chambre de l'hôpital du Val-de-Grâce, le personnage d'Adrien Fournier assiste à la signature du traité de Versailles avec deux autres officiers, "gueules cassées" comme lui (les capitaines Pananster et Weil). Eugène Fournier a été le premier vice-président des Gueules cassées[31].
- Le chef de bataillon (H) Henri Eugène, (1919-2004), X 1939, a servi en 1940 au 6e génie. En 1943-44, il est responsable du secteur de Niort au sein de l'armée secrète (FFI) sous les ordres du colonel Proust (alias Chaumette). Le 1er octobre 1944, il rejoint le 114e R.I. comme commandant la 2e compagnie du 1er bataillon. Engagé sur le front de la poche de La Rochelle jusqu’au 1er mars 1945, date à laquelle il est grièvement blessé à Saint-Sauveur-d’Aunis, il est fait prisonnier, puis libéré au titre de l’échange des grands blessés. Le chef de bataillon Eugène est une grande figure du monde combattant : président de la Fédération nationale des combattants volontaires de 1980 à 1992, membre de bureau national de l’U.F.A.C. de 1982 à 1988, administrateur de la Fédération nationale André Maginot en 1983 (il devient vice-président et président de la commission des finances de 1985 à 1992), administrateur de l’Office national des anciens combattants de 1983 à 2002 puis nommé membre du comité d’honneur auprès de l’O.N.A.C. le 13 septembre 2002, membre depuis 1981 puis vice-président de la commission nationale de la carte du combattant[32].
- Ressortissant belge, Edmond Evrard se porte volontaire pour la défense de la France en 1914, en s'engageant au 3e génie à Arras, avant de rejoindre le 6e génie où il contracte deux blessures en Champagne. De fait, il termine le premier conflit mondial comme sursitaire aux mines de Marle (Pas-de-Calais). Devenu pasteur en l'Église baptiste de Nice, il reçoit, entre les deux guerres, des enfants juifs réfugiés d'Allemagne et d'Autriche. En 1940, il s'oppose en chaire aux mesures anti-juives du gouvernement de Vichy. À la suite de l'invasion de la zone Sud, il entre en Résistance et fréquente plusieurs réseaux (« Combat », « Marcel » et « André ») tandis que sa famille organise l'hébergement, notamment dans son Temple, de Juifs persécutés et le convoyage des enfants vers la Suisse. Décédé en 1981, le pasteur Evrard était décoré de la croix de guerre 1914-1918, de la médaille de la Reconnaissance Française et de la médaille des Justes-Yad Vashem[33].

- Le caporal Mauduit et le sapeur Cadoret ont fait la couverture de l'Illustration le jour de la Sainte-Barbe 1915 (04/12/1915) pour un acte de bravoure peu commun : le 30 octobre, l'explosion d'un fourneau allemand les emmure à 28 mètres de l’entrée de la galerie de mines qu'ils creusaient pour aller au-delà des lignes ennemies. Après avoir creusé vers le haut en oblique, ils débouchent à l’air libre dans la nuit du 30 au 31 octobre … mais côté allemand ! Écartant toute idée de reddition, ils creusent en sens inverse et rejoignent leurs lignes le 1er novembre vers 23 heures sans avoir ni bu ni mangé depuis plus de 2 jours. Mauduit et Cadoret ont été décorés de la médaille militaire[34].
- Émile Meslé, ethnologue et ami de Théodore Monod.
- Le lieutenant comte Henry de Ponton d'Amecourt, polytechnicien, commandant l'escadrille F 211 a été tué à Rancourt (Somme) lors d'une reconnaissance aérienne le 26 septembre 1916. A servi au 6e génie d'août 1914 à son affectation à l'escadrille F 211.
- Capitaine Christian Rambaud : entré dans le génie en 1934 et promu sous-lieutenant en décembre 1939, il a fait la guerre au Dépôt de guerre du Génie no 6 à Angers. Fin avril 1944, le lieutenant Rambaud est arrêté par la Gestapo à la gare du Puy, car il doit apporter les directives préparatoires pour le débarquement de juin. Comme il ne porte pas ces documents sur lui, il empêche l'arrestation de ses camarades de combat. Déporté au camp de Buchenwald, le lieutenant Rambaud y est fusillé le 12 octobre 1944. Déclaré "Mort pour la France", Christian Rambaud sera promu capitaine, nommé dans l'ordre de la Légion d'honneur et recevra la croix de guerre avec palme ainsi que la médaille de la résistance. « Officier d'élite. Volontaire pour participer au service clandestin de contre-espionnage en France occupée. S'est dépensé sans compter pour assurer les liaisons clandestines radio avec l'Afrique du Nord et a rempli avec résolution et succès plusieurs missions particulièrement dangereuses. Arrêté par la police allemande, a, par son calme et son sang-froid, empêché l’arrestation de ses camarades de combat. Déporté en Allemagne, a été fusillé en captivité. » (citation LH et Croix de guerre)[35].

- Georges Soules dit Raymond Abellio, écrivain français et philosophe gnostique, a servi au 6e génie d'août 1939 à mai 1940.
- Paul Neuville (1896-1975), résistant français, Compagnon de la Libération.
- Albert Souques (1890-1952), résistant français, Compagnon de la Libération.

## Sources et bibliographie
- Historique du 6e régiment du génie pendant la campagne 1914-1918 sur Gallica
- "Manuel complet de fortification par H. Plessix et É. Legrand-Girarde. 3e édition 1909" la 4e partie, page 743 et suivante, trait de l'organisation du Génie, des missions et travaux du Génie.
- Fabrice Hamelin, 6e Régiment du Génie : un régiment, une ville, Paris, Éditions Charles-Lavauzelle, 1998, 136 p.
- Les sapeurs à l'ancre d'or, de Madagascar à Tombouctou, Ouvrage collectif, Editions Pierre de Taillac, 2016, 176 p.
- Christophe Lafaye, L'Armée française en Afghanistan : Le génie au combat 2001-2012, CNRS, 2016, 504 p. (ISBN 978-2-2710-9008-9)